# Buitenmuseum
Het Buitenmuseum is het openluchtmuseumterrein behorend bij het Zuiderzeemuseum in de Nederlandse stad Enkhuizen. Het terrein geopend in 1983 toont panden en ambachten uit het voormalig Zuiderzee- en Waddengebied.

## Geschiedenis

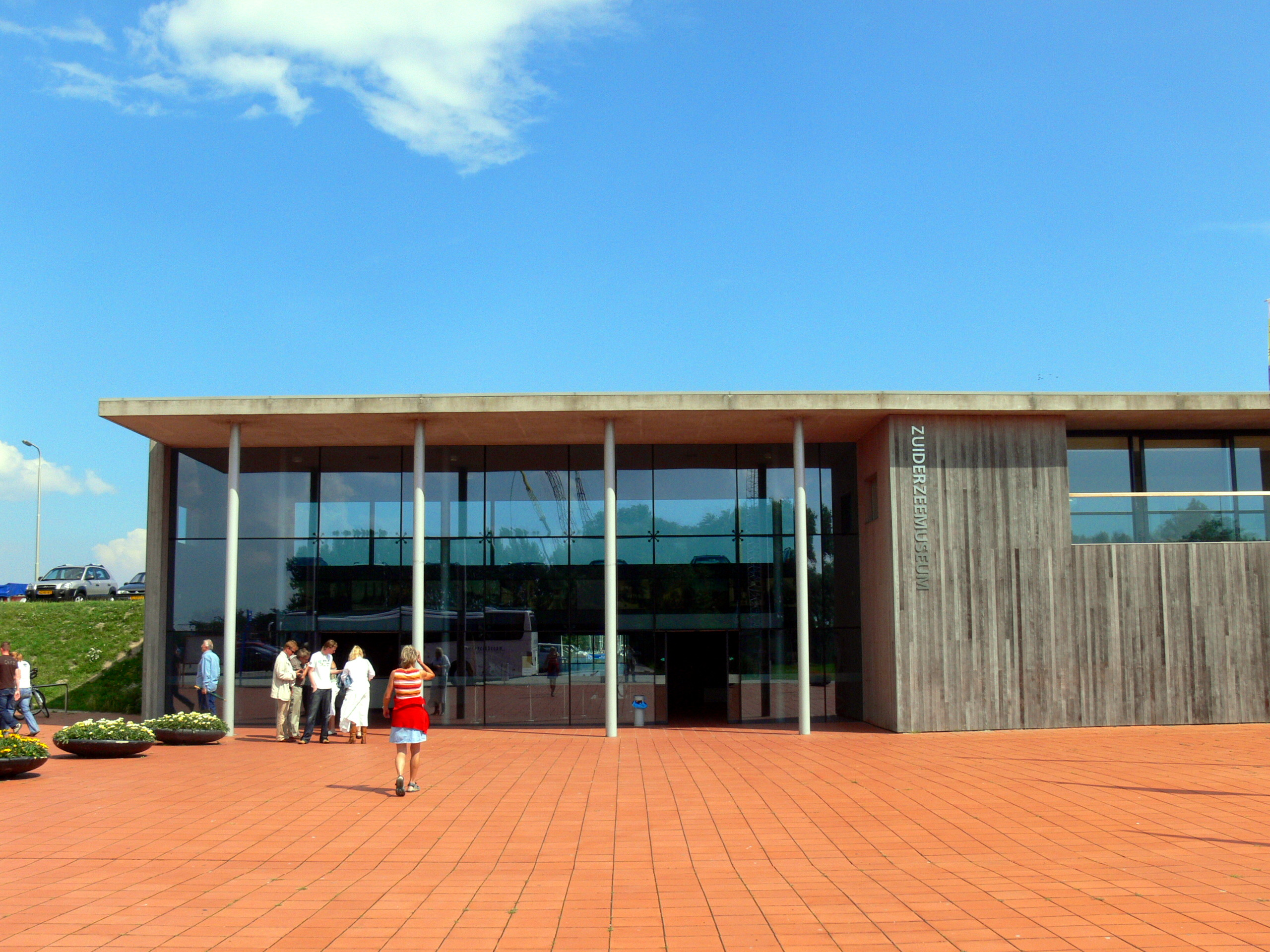
Ingang bij de parkeerplaats waarvan bezoekers met een veerboot naar het buitenmuseum kunnen vertrekken

Het buitenmuseum is opgebouwd op de locatie die vóór 1970 gebruikt werd als opslagterrein van de Zuiderzeewerken voor de aanleg van de Houtribdijk naar Lelystad.
Het eerste pand dat werd opgebouwd was de Gasthuiskapel uit Den Oever die in de situatie van de kerk in Oosterend op Texel werd herbouwd.
Het eerste pand dat al in 1948 in eigendom kwam van het Zuiderzeemuseum was het dijkhuis uit Hindeloopen waar anno 2016 een café in is gevestigd langs de dijk van het Buitenmuseum. Het interieur van dit dijkhuis heeft vele jaren in het Binnenmuseum tentoongesteld gestaan met daarin Hindelooper klederdracht die onder de klederdrachten rond de Zuiderzee een eigen stijl heeft.
Het buitenmuseum werd op 6 mei 1983 geopend door koningin Beatrix.
Het museum beschikt tegenwoordig over een parkeerplaats op de Houtribdijk waarbij bezoekers met een veerboot vervoerd worden en aanmeren bij de vissersbuurt.

## Ambachten
In het buitenmuseum zijn verschillende soorten ambachten van vroeger te vinden. Ambachten die nog zeer weinig of helemaal niet meer uitgevoerd worden. Met deze ambachten laat het museum zien hoe het leven vroeger voor de bewoners was en hoe dit verschilt ten opzichte van het leven nu. Meerdere ambachten worden in werking getoond in het museum, zoals een visrokerij, een stoomwasserij, een slagerij, een drukkerij, een smederij, een mandenmakerij, een kuiperij en een zeilmakerij.
In 2017 werd een taandag gehouden. De taanketel in het Buitenmuseum is afkomstig van de Hoornse Visserij Vereniging de De Eensgezindheid waar iedere visser lid van was.

## Indeling

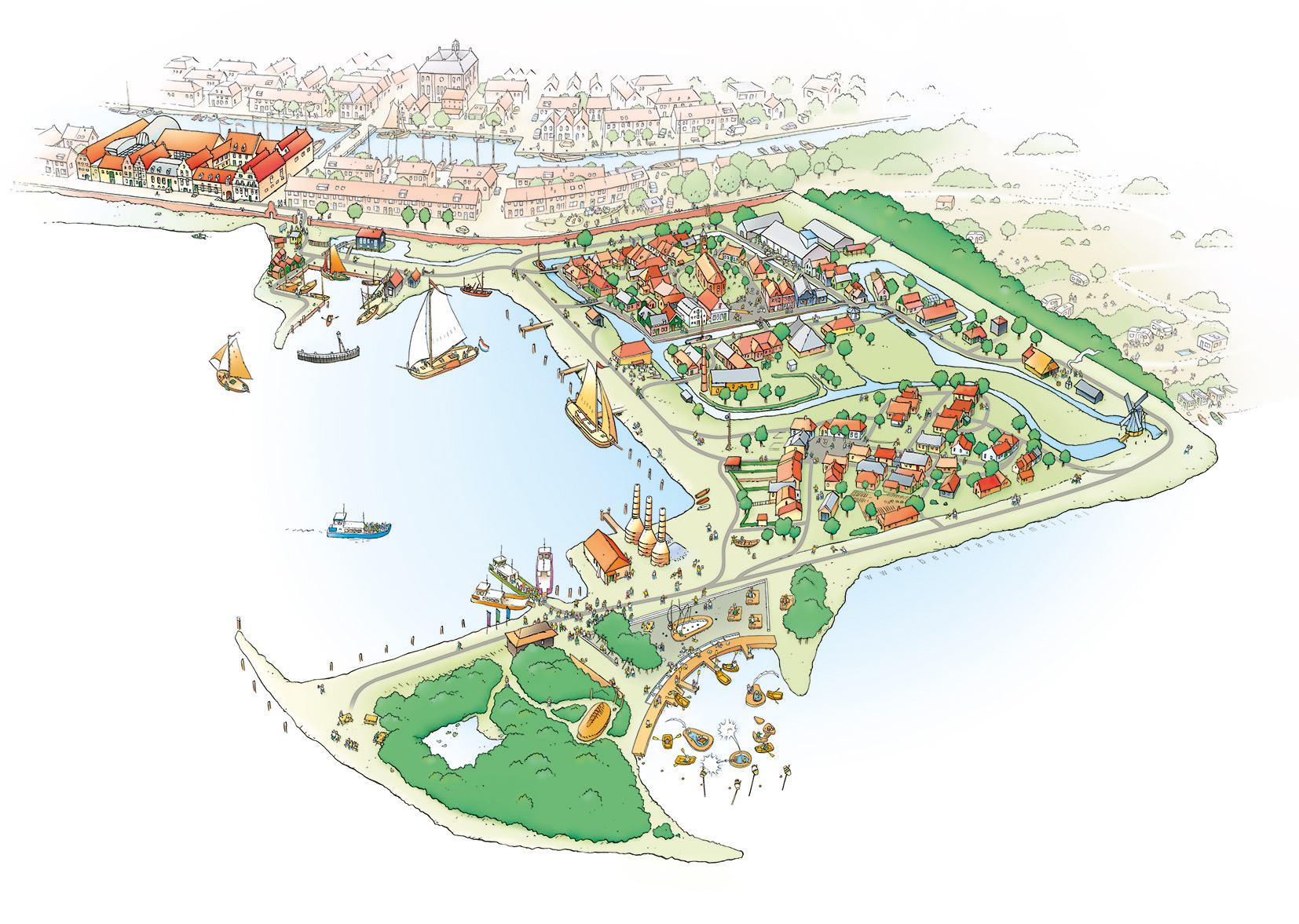
Vogelvluchttekening van het buitenmuseum

Het buitenmuseum is opgedeeld in vijf verschillende buurten. Centraal staat een dorp, aangelegd naar situaties van dorpen rond de Zuiderzee met voornamelijk authentieke (en enkele gekopieerde) panden uit het voormalig Zuiderzee- en Waddengebied. Voor de buurten zijn verschillende oude steden en dorpen aan de Zuiderzee als voorbeeld gebruikt. Veel van de gebouwen in de verschillende buurten komen tevens uit het dorp of de stad die de buurt uitbeeldt.

### Markerhaven
De Markerhaven is een verkleinde weergave van de Buurterhaven van het voormalig eiland Marken die in 1840 is aangelegd. Rondom de haven staan woningen uit Marken, Volendam en Monnickendam. Veel huizen zijn naar het Marker-type op palen of werven gebouwd. Voor de komst van de Afsluitdijk stroomde Marken namelijk een paar keer per jaar over. Verder bevinden zich in de Markerhaven een replica van de Marker hellingschuur en een replica van het woonhuis Siberië. De scheepswerf langs deze haven is een van de kopieën in het museum. Het origineel staat in Arnhem in het Nederlands Openluchtmuseum. Het huis Siberië langs deze haven is een kopie van wat op Marken aan de haven staat, het is in vergelijking met de situatie daar 180 graden gedraaid.

### Kerkbuurt
De kerkbuurt is een kerkkringdorp met de kapel uit Den Oever als centrum. Het erf rondom de kerk is gebaseerd op de situatie in Oosterend op Texel. Voor de buurt is het Friese Hindeloopen als voorbeeld gebruikt.
Rondom de kapel staan een postkantoor uit Den Oever, een school uit Kollum,  een drukkerij, een houtdraaierij en een fotosalon. Als hoofdtoegang is er een smal straatje ontworpen naar het model van de Vuldersstraat in Harderwijk die loopt van de klapbrug tot de kapel. In deze straat bevinden zich onder andere een snoepwinkel, een mandenmakerij en een smederij. Tevens zijn er in de andere straatjes nog een kuiperij, een kapsalon en een zeilmakerij te vinden.

### Stadsgracht
Aan de rand van de Kerkbuurt ligt de stadsgracht dat kan worden gezien als de winkelstraat van steden en dorpen uit de twintigste eeuw. De stadsgracht is aan de kant van de Kerkbuurt opgebouwd naar Noord-Hollands voorbeeld met een stedelijke uitstraling en aan de andere kant naar Fries voorbeeld met landelijk karakter. Aan de stadse kant staan onder andere een slagerij, een origineel kaaspakhuis uit Landsmeer, een banketbakkerij en een apotheek met de bekende gapers. Aan de landelijke kant staan een aantal woningen, een boerenleenbank en verderop de stoomwasserij.

### Vissersdorp
Onder de stoomwasserij in het Friese gedeelte van de stadsgracht ligt het Vissersdorp. De structuur van het vissersdorp is bijna identiek aan het Groningse Zoutkamp. Een aantal originele gebouwen uit Zoutkamp staan zelfs op hun oorspronkelijke plek in het museumdorp. Ten westen van het dorp ligt het buurtje Urk. Hier staan naast Urker woningen ook woningen uit Paesens, Moddergat, Vollenhove, Kampen en Monnickendam. In deze buurt kan men levende geschiedenis uit het Urk van 1905 zien. Daarnaast zijn er nog een borstelmakerij en een touwslagerij.
Buiten het vissersdorp staan de kalkovens van Akersloot. In deze ovens worden schelpen tot kalk verbrand. De kalkovens zijn aan het water geplaatst voor de aanvoer van schelpen uit de Noordzee en de Waddenzee, maar ook zodat het bluswater nabij is. Wanneer de schelpen zijn verbrand, wordt de kalk die overblijft namelijk naar het leshuis naast de grote schoorstenen gebracht om hier geblust te worden. Dit gebluste kalk wordt vaak in cement gebruikt.

### Polder
Rechts van het vissersdorp ligt de polder naar voorbeeld van de polders rondom het Friese Stavoren. Polders liggen gewoonlijk onder de zeespiegel waardoor er een continue strijd tegen het water is. In de polder bevindt zich dan ook een molen die, wanneer het slootwater te hoog komt te staan, het water weg kan pompen. In de negentiende en twintigste eeuw vervoerden boeren hun producten vanaf de akkers via veldschuiten. Dergelijke veldschuiten varen regelmatig rond in de museumgrachten waarbij bezoekers een rondje mee kunnen varen. Tevens is er in de polder een vissershuisje met een visrokerij.

### Waterwerken
De waterwerken is een speelterrein dat bestaat uit drie eilandjes en een plein met een speeleiland. De eilandjes en het speeleiland zijn vernoemd naar de voormalige Zuiderzee-eilandjes Schokland, Urk, Wieringen en Pampus. De eilandjes zij met kleine roeibootjes te bereiken en op de eilanden zijn er verschillende activiteiten. Op het speeleiland kunnen de kleine kinderen naar dobbers vissen, op Urk kan men picknicken en omdat Pampus een voormalig verdedigingswerk van de Stelling van Amsterdam was, zijn hier waterkanonnen geplaatst.

### Natuurgebied
Links naast de waterwerken is een natuurgebied aangelegd. Middenin dit natuurgebied ligt een replica van een West-Friese boerderij uit de bronstijd uit 1500-800 voor onze jaartelling. Er bevindt zich in het natuurgebied ook een kooikershuisje. In de punt is een picknickplaats ingericht met uitzicht op het IJsselmeer.

## Galerij

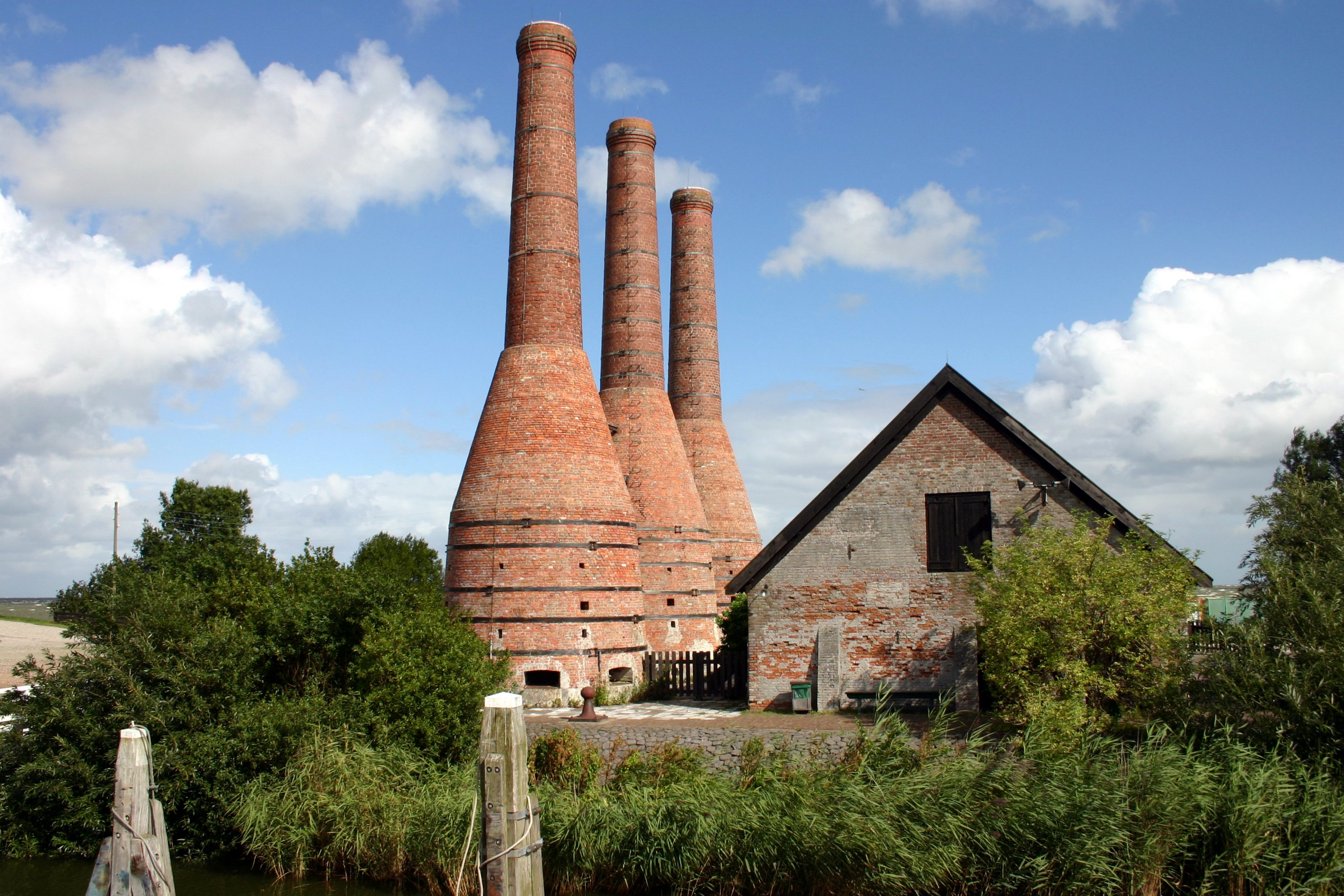
Kalkovens uit Akersloot, leshuis uit Vollenhove
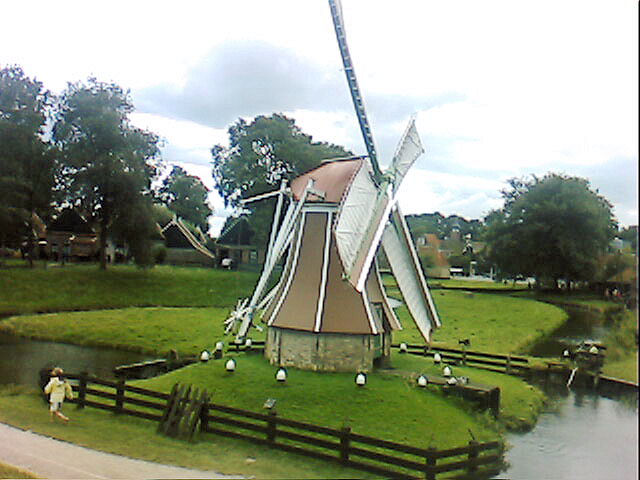
Vogelhoeksmolen uit Hemelum.
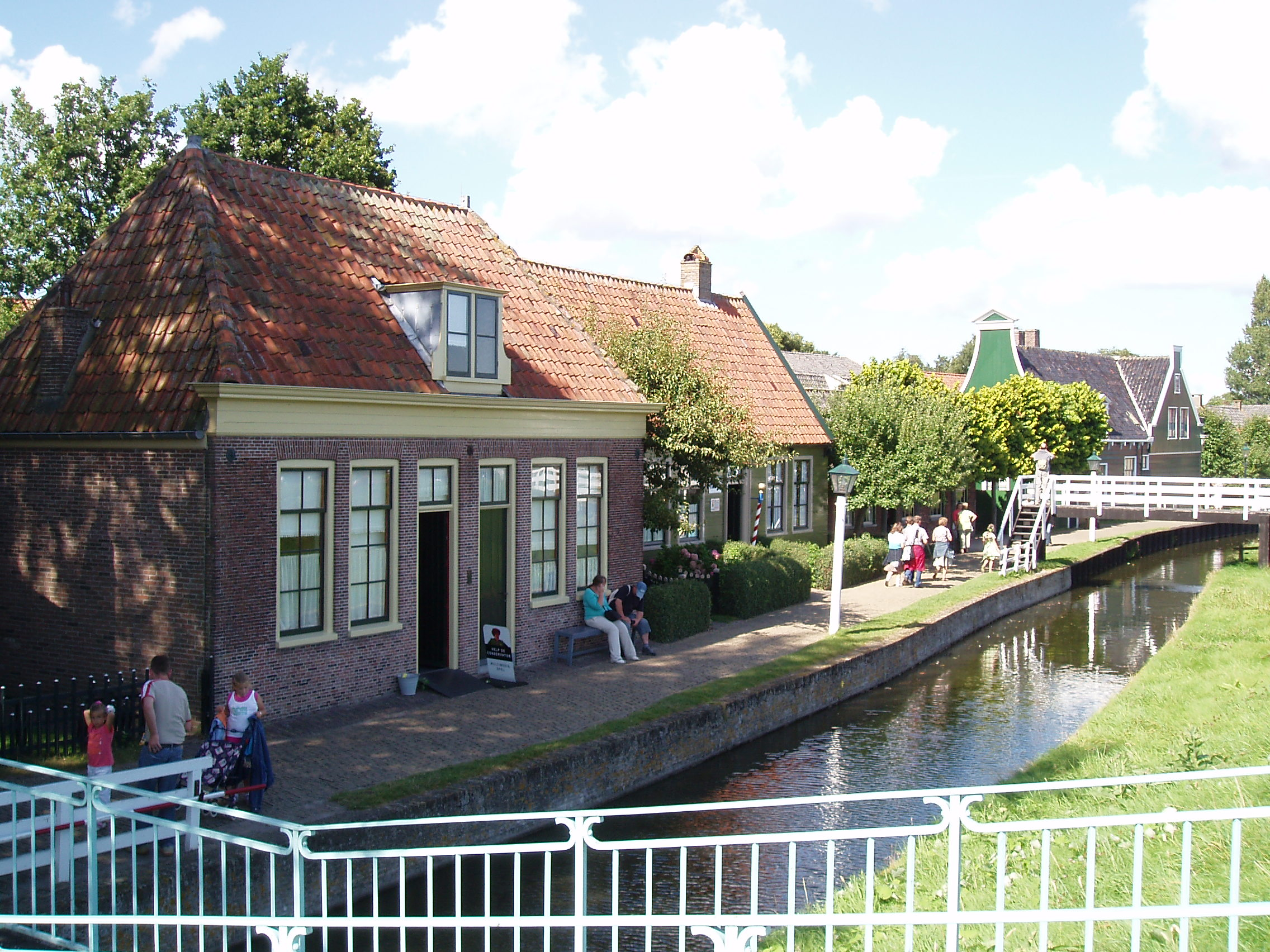
Huizen uit Hoorn en Zwaag
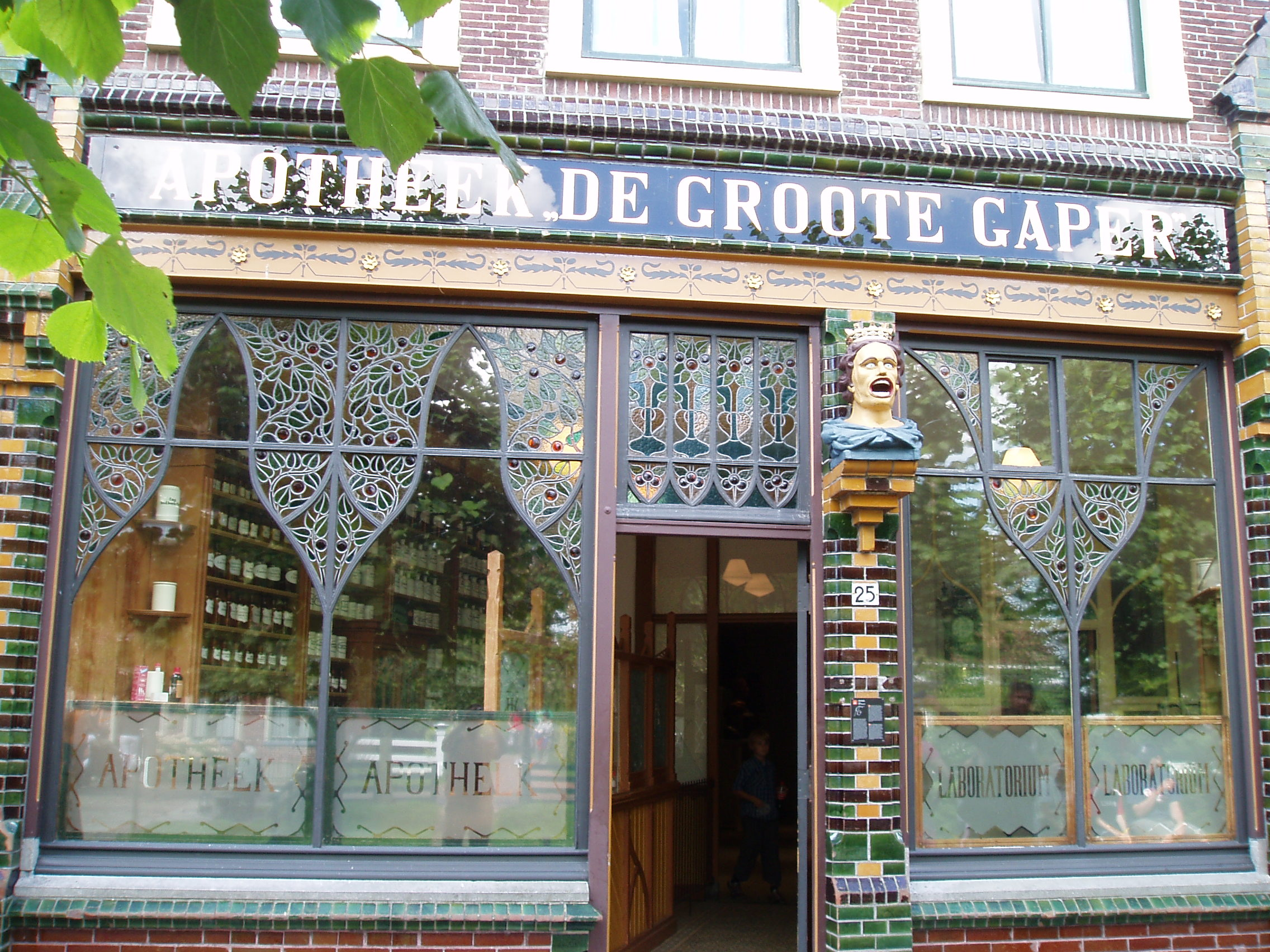
Apotheek met Jugendstilgevel uit Hoorn
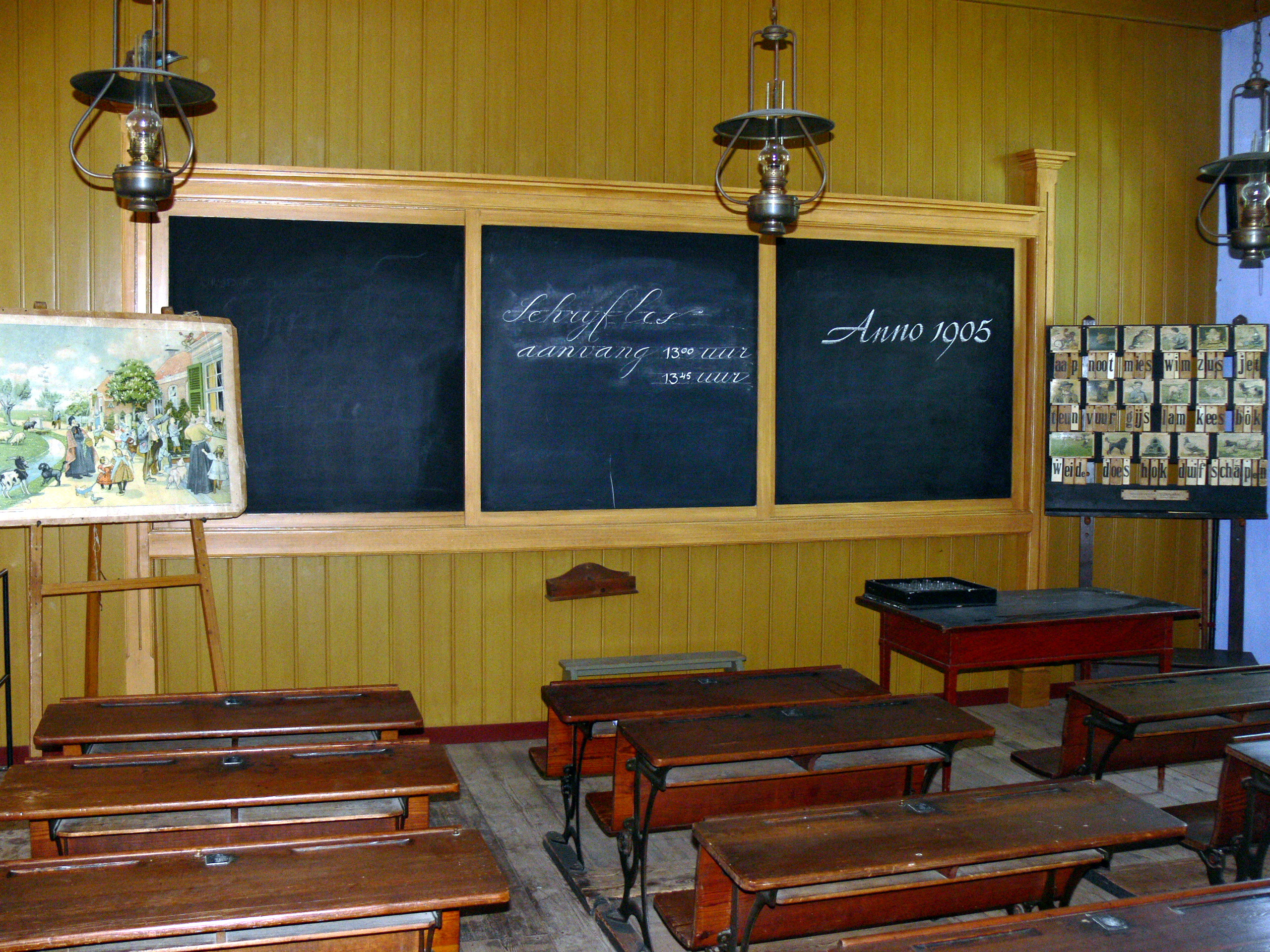
De lagere school anno 1905 uit Kollum.
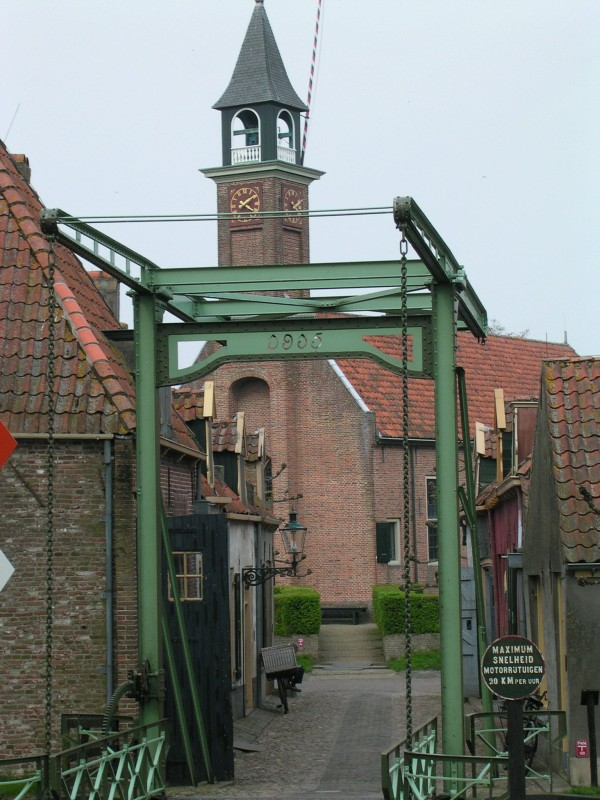
De Gasthuiskapel uit Den Oever
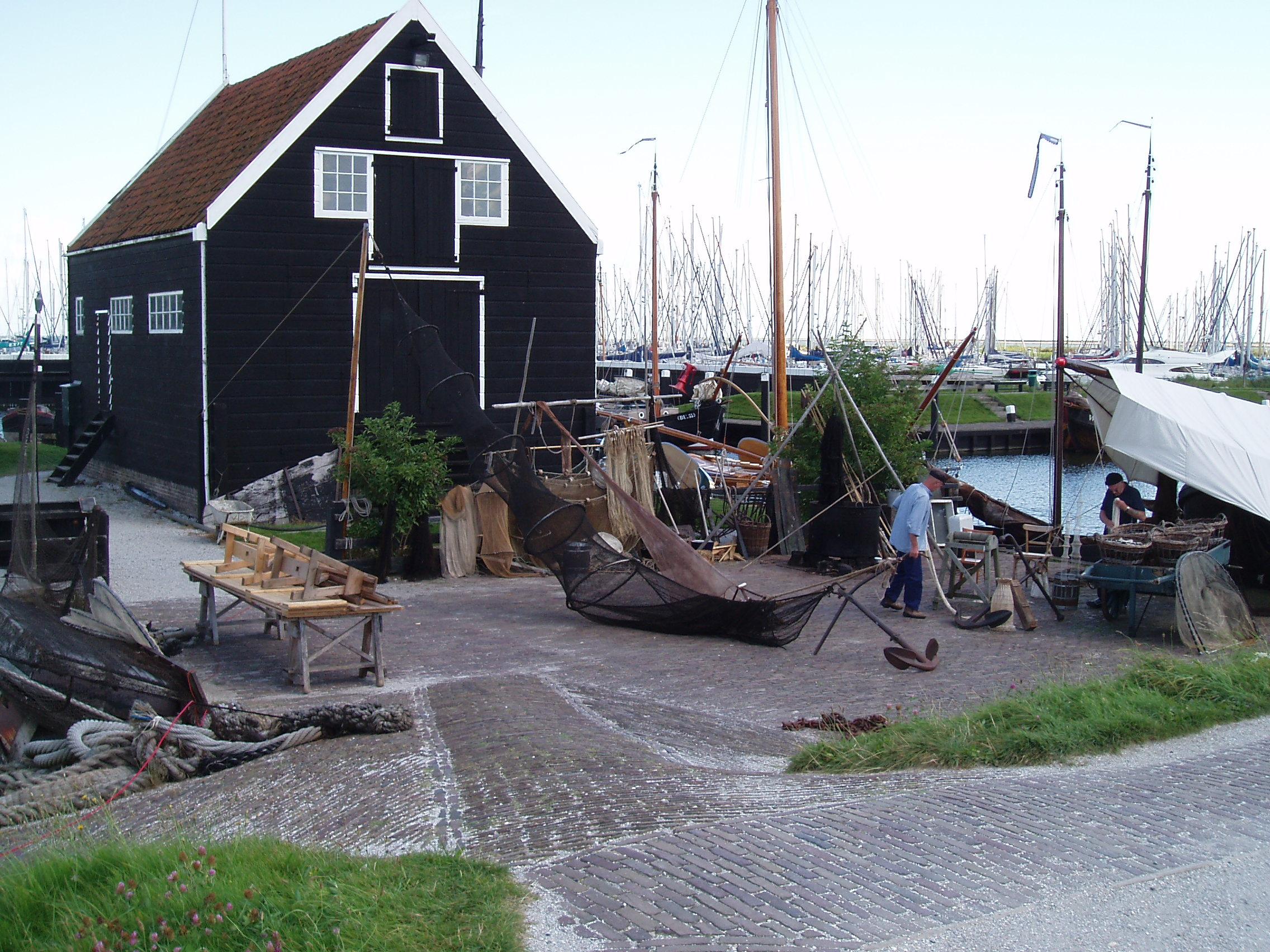
Marker scheepstimmerwerf 'de Hoop' landzijde
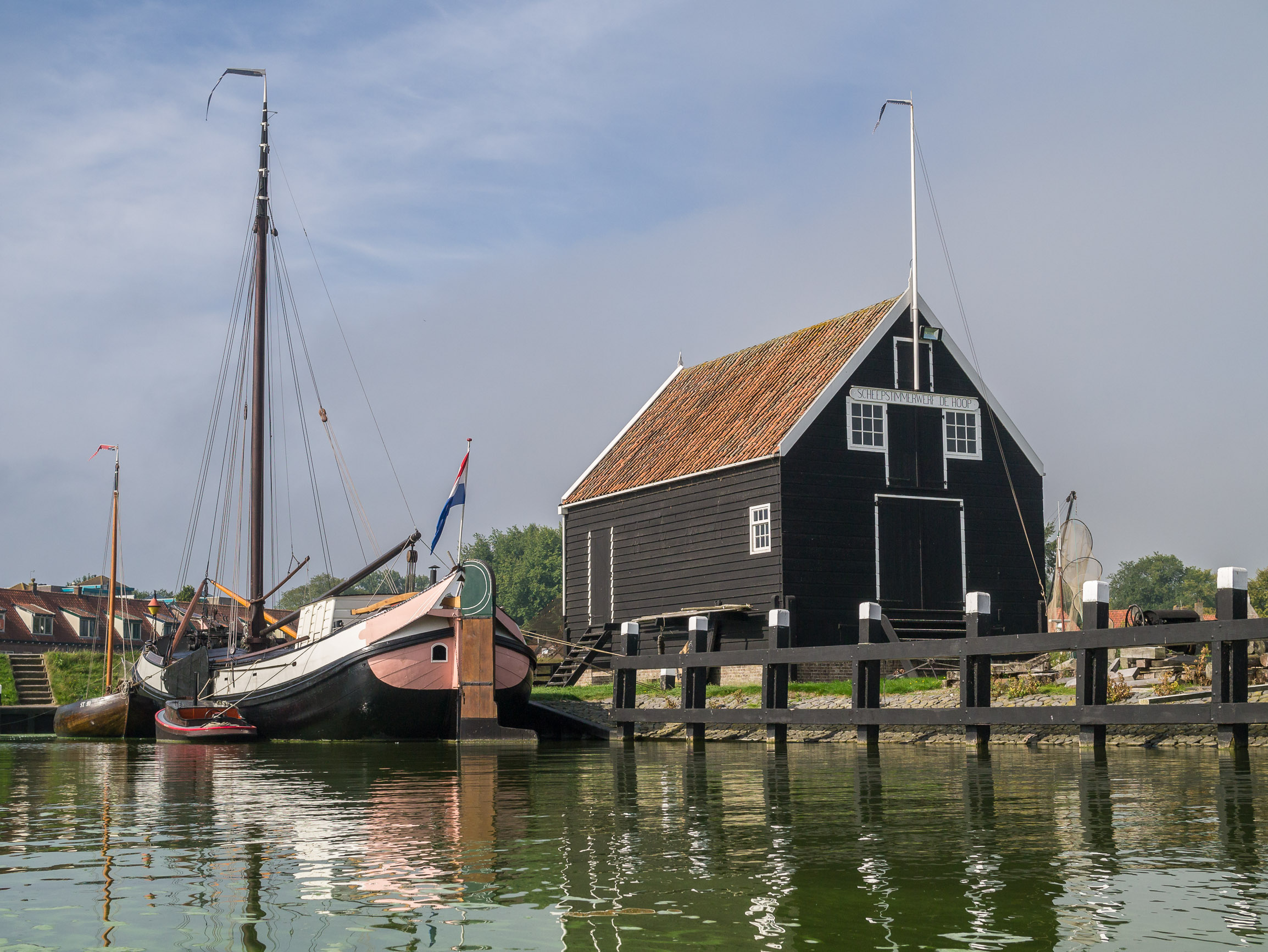
Marker scheepstimmerwerf 'de Hoop' zeezijde

## Bezoekersinformatie
Het buitenmuseum is in de lente, zomer en herfst geopend maar in de wintermaanden gesloten. Het binnenmuseum van het Zuiderzeemuseum is gedurende de winter wel geopend. Toegangskaarten zijn geldig voor zowel het buiten- als binnenmuseum.

## Bijzonderheden
- In 2007 werd in het buitenmuseum een aantal scènes van de Nederlandse speelfilm De scheepsjongens van Bontekoe opgenomen, evenals de Sinterklaasfilm uit 2011 getiteld Bennie Stout.
- Het Suske en Wiske-verhaal De gulden harpoen speelt zich gedeeltelijk af in het Zuiderzeemuseum.